# مریم طوقان

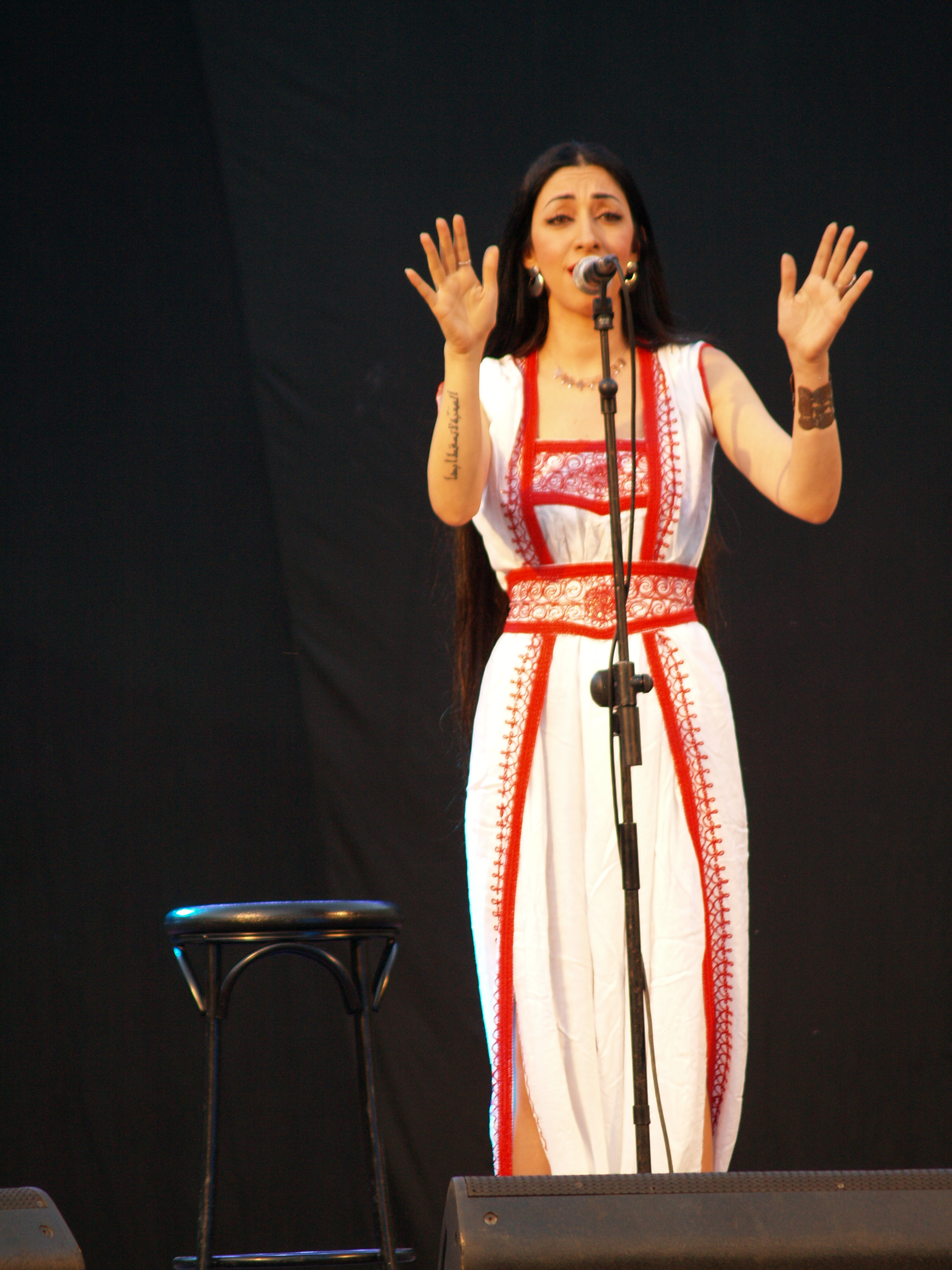

مریم وَسم جبّور طوقان (متولد ۱۹۸۲ در اعبلین)، وکیل، خواننده و ترانه‌سرا و فعال سیاسی فلسطینی است که در تعدادی از ابتکارات صلح اعراب و اسرائیل شرکت کرده‌است. او آواز خواندن را از چهار سالگی آغاز کرد و به گروه کر مدرسه و سپس گروه کر کلیسا پیوست. مریم در سال ۲۰۰۳ با آهنگ ویژه خود به نام «مقحنا» به نویسندگی سمیح القاسم و آهنگسازی نبیه عوض در برنامه «عرضیون» شرکت کرد.
مریم با هنرمندانی مانند جورج زمفیر، آلبا رامالو و دیگران در اجرای تئاترهای بین‌المللی مانند خانه اپرا در شهر تریسته ایتالیا همکاری کرد و در جشنواره‌های عربی و بین‌المللی از جمله جشنواره جراش و جشنواره ریوموندی شرکت کرد.